# Cosmologia física

Imatge del fons còsmic de microones presa per la sonda WMAP

La cosmologia física és la branca de l'astrofísica que estudia l'estructura a gran escala i la dinàmica de l'univers. En particular, tracta de respondre a les preguntes sobre l'origen, l'evolució i el destí de l'univers.
La cosmologia física, tal com es comprèn actualment, comença al segle XX amb el desenvolupament de la teoria general de la relativitat d'Albert Einstein i la millora en les observacions astronòmiques d'objectes extremadament distants. Aquests avenços feren possible passar de l'especulació a la cerca científica dels orígens de l'univers i permeté als científics establir la teoria del big-bang, que s'ha convertit en el model estàndard majoritàriament acceptat pels cosmòlegs a causa de l'àmplia varietat de fenòmens que abasta i les proves observacionals que el suporten, tot i que encara existeix una minoria d'investigadors que presenten altres punts de vista basats en algun dels models cosmològics alternatius.
La cosmologia física tracta d'entendre les grans estructures de l'univers en el present (galàxies, agrupacions galàctiques i supercúmuls), utilitza els objectes més distants i energètics (quàsars, supernoves i esclats de rajos gamma) per entendre l'evolució de l'univers i estudiar els fenòmens que es produïren en l'univers primigeni prop de la singularitat inicial (inflació còsmica, nucleosíntesi primordial i radiació de fons de microones).

## Història
La cosmologia física es desenvolupà com a ciència durant la primera meitat del segle XX com a conseqüència dels esdeveniments detallats a continuació:
- 1915-16. Albert Einstein formula la teoria general de la relativitat, que serà la teoria marc dels models matemàtics de l'univers. Alhora formula el primer model matemàtic de l'univers conegut com a univers estàtic, en què introdueix la famosa constant cosmològica i la hipòtesi coneguda com a principi cosmològic, que estableix que univers és homogeni i isòtrop a gran escala, cosa que significa que té la mateixa aparença general observat des de qualsevol lloc.
- 1916-1917. L'astrònom Willem de Sitter formula un model estàtic d'univers buit de matèria amb la constant cosmològica en què els objectes astronòmics llunyans havien de presentar desplaçament cap al roig en les seves línies espectrals.
- 1920-21. Té lloc el gran debat entre els astrònoms Heber Curtis i Harlow Shapley, que establí la naturalesa extragalàctica de les nebuloses espirals quan es pensava que la Via Làctia constituïa tot l'univers.
- 1922-24. El físic rus Alexander Friedmann publica la primera solució matemàtica a les equacions d'Einstein de la relativitat general que representen un univers en expansió. En un article del 1922, publica la solució per a un univers finit i el 1924 per a un univers infinit.
- 1929. Edwin Hubble estableix una relació lineal entre la distància i el desplaçament cap al roig de les nebuloses espirals que ja havia sigut observat per l'astrònom Vesto Slipher el 1909. Aquesta relació es coneixerà com a llei de Hubble.
- 1930. El sacerdot i astrònom belga Georges Édouard Lemaître esbossa la seva hipòtesi de l'àtom primitiu, en què suggeria que l'univers havia nascut d'un sol quàntum d'energia.
- 1931. El col·laborador de Hubble Milton Humason donà la interpretació del desplaçament cap al roig com a efecte Doppler a causa de la velocitat d'allunyament de les nebuloses espirals.
- 1933. L'astrònom suís Fritz Zwicky publicà un estudi de la distribució de les galàxies suggerint que les galàxies estaven permanentment lligades per la seva mútua atracció gravitacional. Zwicky assenyalà, tanmateix, que no hi havia prou massa observada en la forma de les galàxies per a explicar la intensitat requerida del camp gravitatori. S'introduïa així el problema de la matèria fosca.
- 1948. Herman Bondi, Thomas Gold i Fred Hoyle proposen el model d'estat estacionari, en què l'univers no sols té la mateixa aparença a gran escala vist des de qualsevol lloc, sinó que la té vist en qualsevol època.
- 1948. George Gamow i Ralph A. Alpher publiquen un article en què estudien la síntesi dels elements químics lleugers en el reactor nuclear que fou l'univers primitiu, coneguda com a nucleosíntesi primordial. En el mateix any, el mateix Alpher i Robert Herman milloren els càlculs i fan la primera predicció de l'existència de la radiació de fons de microones.
- 1965. Arno Penzias i Bob Wilson, dels laboratoris Bell Telephone, descobreixen el senyal de ràdio que fou ràpidament interpretat pel grup de teòrics de Princeton, liderats per Robert Dicke, com la radiació de fons de microones. Aquesta observació descartà el model d'estat estacionari i consolidà el model del big bang.
- 1981. Alan Guth proposa l'escenari de l'univers amb una taxa tremenda d'expansió en els seus primers instants, que es coneix com a inflació còsmica.
- 1990. Els resultats preliminars del satèl·lit COBE mostren que l'espectre de la radiació de fons de microones és el d'un cos negre a 2,7 kelvin, amb una precisió d'una part en cent mil.
- 1998. Un grup d'astrònoms liderat per Adam Riess i Saul Perlmutter descobreixen l'acceleració de l'expansió de l'univers mitjançant l'estudi de supernoves de tipus Ia, cosa que constitueix la primera prova observacional de l'existència d'una constant cosmològica o d'un camp d'escala més general conegut com a energia fosca.
- 2003. La sonda WMAP (successora del COBE) obté l'espectre de la radiació de fons de microones més precís de la història, que confirma les observacions que s'havien realitzat fins aleshores per nombrosos experiments que afavoreixen amb gran precisió un univers de matèria fosca freda dominat per una constant cosmològica i amb una edat de 13.700 milions d'anys, amb una precisió de 200 milions d'anys amunt o avall.

## Àrees d'estudi
A sota, es descriuen algunes de les àrees més actives d'investigació en cosmologia, en ordre cronològic. No inclouen tot sobre la cosmologia del big-bang, que es presenta en la cronologia del big-bang

### Nucleosíntesi del big-bang
La nucleosíntesi del big-bang és la teoria de la formació dels elements en l'univers primigeni. Acaba quan l'univers té tres minuts d'edat i la seva temperatura cau prou perquè cessi la fusió nuclear. Aquest temps en què es produí la nucleosíntesi del big-bang fou tan curt que només s'hi produïren els elements més lleugers, a diferència de la nucleosíntesi estel·lar. Començant des dels ions (àtoms) d'hidrogen (protons), es produí principalment deuteri, heli i liti. Els altres elements es produïren només en petites quantitats. Mentre que la teoria bàsica de la nucleosíntesi ha sigut acceptada durant dècades (fou desenvolupada per George Gamow, Ralph Asher Alpher i Robert Herman), és una prova física extremadament delicada del big-bang en l'actualitat, car la teoria de la nucleosíntesi connecta l'abundància dels elements lleugers primordials amb les característiques de l'univers primigeni. Específicament, es pot utilitzar per a comprovar el principi d'equivalència, la matèria fosca i la física del neutrí. Alguns cosmòlegs han proposat que la nucleosíntesi del big-bang suggereix l'existència de quatre espècies "estèrils" de neutrí.

### Radiació de fons de microones
El fons còsmic de microones és la radiació sobrant del desacoblament, quan els àtoms es formaren per primera vegada i la radiació produïda en el big-bang fou parada per la difusió de Thomson de ions carregats. La radiació observada per primera vegada el 1965 per Arno Penzias i Robert Woodrow Wilson tenia un espectre de cos negre tèrmic perfecte. Té una temperatura de 2,7 kèlvins i és anisòtrop en una part de 10⁵. La teoria pertorbacional cosmològica, que descriu l'evolució de lleugeres heterogeneïtats en l'univers primigeni, ha permès als cosmòlegs calcular de manera precisa la densitat espectral angular de la radiació i ha estat mesurada pels recents satèl·lits d'experimentació (COBE i WMAP) i molts assumptes i experiments basats en globus (com el DASI, el CBI i l'experiment BOOMERanG). Un dels objectius d'aquests esforços és mesurar els paràmetres del model Lambda-CDM amb un increment de precisió, a més de comprovar les prediccions del model del big-bang i les cerques dels nous físics. Els mesuraments recents fets per WMAP, per exemple, han acotat la massa del neutrí.
Els nous experiments, com els del telescopi cosmològic d'Atacama, estan intentant mesurar la polarització del fons còsmic de microones, que proporcionarà més confirmacions de la teoria, així com informació sobre la inflació còsmica i les conegudes com anisotropies secundàries, com l'efecte Siuniàiev-Zeldòvitx i l'efecte Sachs-Wolfe, que són causats per la interacció entre galàxies i agrupacions galàctiques amb el fons còsmic de microones.

### Formació i evolució d'estructures a gran escala
Comprendre la formació i evolució de les estructures més grans i primigènies (ex.: quàsar, galàxies, agrupacions galàctiques i supercúmuls) és un dels majors esforços en cosmologia. Els cosmòlegs estudien un model de formació jeràrquica estructural en què les estructures es formen des del fons, amb els petits objectes primer, i després els grans objectes, com els supercúmuls, es continuen formant. El camí més senzill per a estudiar l'estructura de l'univers és observar les galàxies visibles, per construir un dibuix tridimensional de les galàxies de l'univers i mesurar la densitat espectral de la matèria. Aquesta és l'aproximació de l'Sloan Digital Sky Survey i del 2dF Galaxy Redshift Survey.
Una eina important per a comprendre la formació estructural són les simulacions, que els cosmòlegs utilitzen per a estudiar les sumes gravitacionals de matèria en l'univers, com s'agrupen en filaments, supercúmuls i buits. Moltes simulacions contenen només matèria fosca freda, no bariònica, que hauria de ser suficient per a comprendre l'univers a les escales més grans, car hi ha molta més matèria fosca en l'univers que matèria visible bariònica. Moltes simulacions avançades estan començant a incloure barions i a estudiar la formació de galàxies individuals. Els cosmòlegs estudien aquestes simulacions per veure si concorden amb les seves investigacions i comprenen qualsevol discrepància.
Altres tècniques complementàries permetran als cosmòlegs mesurar la distribució de matèria en l'univers distant i demostrar la reionització. Aquestes tècniques són:
- El bosc Lyman-alfa, que permet als cosmòlegs mesurar la distribució d'un àtom de gas d'hidrogen neutre en l'univers primigeni, mesurant l'absorció de llum des de quàsars distants a causa del gas.
- La línia d'adsorció de 21 centímetres d'àtoms d'hidrogen neutre també proporciona una prova sensible en cosmologia.
- Lents dèbils: la distorsió d'una imatge distant per lents gravitacionals a causa de la matèria fosca.

Això ajudarà els cosmòlegs a decidir la pregunta de quan es formà el primer quàsar.

### Matèria fosca
Les proves de la nucleosíntesi del big-bang, la radiació de fons de microones i les formacions estructurals suggereixen que el 23% de la massa de l'univers consisteix en matèria fosca no bariònica, on només el 4% és matèria bariònica visible. Els efectes gravitacionals de la matèria fosca estan ben compresos, car es comporta com la pols freda no radiant que es forma al voltant d'halos al voltant de galàxies. La matèria fosca mai no ha sigut detectada al laboratori: la naturalesa de la física de partícules de la matèria fosca és completament desconeguda. Tanmateix, hi ha diversos candidats, com una partícula supersimètrica, una WIMP, un axió, un MACHO o fins i tot una modificació de la gravetat amb petites acceleracions (MOND) o un efecte de la cosmologia de branes.
La física al centre de les galàxies (vegeu galàxia activa i forat negre supermassiu) pot donar algunes pistes sobre la naturalesa de la matèria fosca.

### Energia fosca
Si l'univers fos pla, hauria d'haver-hi un component addicional formant el 73% (a més del 23% de matèria fosca i el 4% de bariònica) de la densitat de l'univers. Aquest component és anomenat energia fosca. Per no interferir amb la nucleosíntesi del big-bang i la radiació de fons de microones, no pot agrupar-se en halo com els barions i la matèria fosca. Hi ha fortes proves observacionals per a l'energia fosca, com la massa total de l'univers és coneguda, i es mesura que és pla, però la suma de matèria agrupada és mesura ajustadament i és molt més petita que aquesta. El cas de l'energia fosca fou reforçat el 1999, quan els mesuraments demostraren que l'expansió de l'univers estava accelerant-se més ràpidament que durant la inflació còsmica.
Tanmateix, a part de la seva densitat i les seves propietats d'agrupació, no se sap res sobre l'energia fosca. La teoria quàntica de camps prediu una constant cosmològica juntament amb l'energia fosca, però 120 ordres de magnitud més gran. Steven Weinberg i diversos teòrics de cordes (vegeu paisatge de cordes) han utilitzat aquesta prova pel principi antròpic, que suggereix que la constant cosmològica és tan petita perquè la vida (i d'aquesta manera els físics que fan observacions) no poden existir en un univers amb una gran constant cosmològica, però molta gent troba que aquesta és una explicació insatisfactòria. Altres possibles explicacions per a l'energia fosca són la quinta essència o una modificació de la gravetat a escales grans. L'efecte en cosmologia de l'energia fosca que aquests models descriuen és donat per l'equació d'estat de l'energia fosca, que varia depenent de la teoria. La naturalesa de l'energia fosca és un dels problemes més desafiadors en cosmologia.
Una millor comprensió de l'energia fosca és clau per a resoldre el problema del destí últim de l'univers. En l'època cosmològica actual, l'expansió accelerada per l'energia fosca evita la formació d'estructures més grans que els supercúmuls. No se sap si l'acceleració continuarà indefinidament, potser fins i tot incrementant-se i causant un big rip o si acabarà revertint-se.

### Altres àrees d'investigació
Els cosmòlegs també estudien:
- Si els forats negres primordials es formaren en aquest univers i què els passà.
- El límit GZK per a rajos còsmics d'alta energia, i si indica un error de la relativitat especial d'alta energia.
- El principi d'equivalència, si la teoria general de la relativitat d'Einstein és la teoria correcta per a la gravetat i si les lleis de la física són fonamentals i són iguals en qualsevol part de l'univers.

### Cosmologia física alternativa
S'entén per cosmologia alternativa totes aquelles teories, models o idees cosmològiques que contradiuen el model estàndard de cosmologia:
- Ambiplasma, una cosmologia de plasma, de Hannes Alfvén i Oskar Klein.
- Expansió còsmica en escala, de C. Johan Masreliez.
  - Llum cansada.
- MOND, de Mordehai Milgrom.
- Cosmologia de branes.
  - Model de Randall-Sundrum.
- Model cíclic.